# Mariposa (1931)
Pour les autres navires du même nom, voir Mariposa.
Le SS Mariposa est un paquebot de luxe lancé en 1931; l'un des quatre navires de la « flotte blanche » de la Matson Lines avec le SS Monterey, le SS Malolo et le SS Lurline (en). Il est ensuite rebaptisé SS Homeric. Après un incendie en 1973, il est démantelé à Taïwan en 1974. 

## Construction
La Bethlehem Shipbuilding Corporation construit le Mariposa au chantier naval Fore River de Quincy, dans le Massachusets, et le termine en décembre 1931. Sa longueur enregistrée est de 184 m (604 pieds), son maître-bau de 24,2 m (79,3 pieds) et son tirant d'eau est de 8,6 m (28,25 pieds). A sa construction, ses tonnages sont de 18 017 tjb et 10 580 en jauge nette. Il possède deux hélices, chacune entraînée par trois turbines à vapeur via un engrenage de réduction unique.

## Service pour la Matson Lines
Le Mariposa est conçu pour le service dans l'océan Pacifique, y compris des escales régulières dans les ports de la côte ouest des États-Unis, à Hawaï, aux Samoa, aux Fidji, en Nouvelle-Zélande et en Australie. Son voyage inaugural se déroule le 16 janvier 1932, de New York vers La Havane, puis il transite par le canal de Panama et accoste dans le port de Los Angeles avant de continuer à visiter dix autres pays dans le sud et l'ouest du Pacifique[réf. nécessaire].

## Durant la guerre
Durant la Seconde Guerre mondiale, il opère sous la supervision de la War Shipping Administration (WSA) avec une allocation et une association étroite avec l'armée américaine, bien que le navire ne soit pas officiellement un transport de l'armée américaine (USAT). Il sert de transporteur de troupes rapide, apporte du matériel et des fournitures et des forces de soutien pour des pays éloignés. Il porte également secours aux personnes bloquées dans des pays étrangers à la suite du déclenchement de la guerre. Le Mariposa, avec sa capacité d'embarquer 4 165 troupes selon la Navy et sa vitesse de 20,5 nœuds (38 km/h), entre dans la catégorie des transports les plus rapides et les plus grands et qui sont surnommés « Monsters» (« monstre » en français). Ces transports naviguent généralement sans escorte.

### Déplacements durant la guerre
- 1941 :
  - 26 décembre : départ d'Honolulu, chargé avec du personnel militaire et accompagnants, escorté par un destroyer et arrivée à San Francisco le 1er janvier 1942.
- 1942 :
  - 12 janvier : le Mariposa quitte San Francisco dans le convoi "Australian - Suva",  escorté par deux destroyers et le croiseur léger USS Phoenix avec deux autres navires de troupes, le SS President Coolidge et le SS President Monroe (en) (qui allait à Suva)[5][Note 1]. C'est le premier grand convoi vers l'Australie après Pearl Harbor. Le Mariposa transporte du personnel de l'armée, des munitions et, avec le Coolidge, cinquante chasseurs P-40 destinés aux Philippines et à Java[6],[7]. Les treize officiers sélectionnés par le Département de la Guerre des États-Unis pour former le noyau de ce qui deviendra le quartier général de MacArthur de la South West Pacific Area et qui est en cours de formation en Australie sous le nom de United States Army Forces in Australia (USAFIA), groupe mieux connu sous le nom de « Remember Pearl Harbor » (« Rappelez-vous Pearl Harbor » en français), embarquent à bord du Coolidge et du Mariposa. La plupart des troupes et de l'équipement sont destinés à être envoyés d'Australie vers la zone de commandement américano-britannique-néerlandais-australien (ABDA) après que les navires à destination de l'Australie aient atteint Melbourne le 1er février[6]. Clinton D. "Casey" Vincent (en), commandant du 35th Pursuit Group (en), est à bord[8],[9]. Le Mariposa fait un bref arrêt le 2 février à Melbourne avant de se rendre à Perth[10]. Le navire devait continuer avec les pilotes de chasse de l'armée vers l'Inde mais la mission est annulée et le personnel et la cargaison sont transbordés dans deux transports australiens, le Duntroon (en) et le Katoomba (en)[11]. A bord se trouve également le soldat Eddie Leonski (en), tueur en série connu sous le nom de « Brownout Strangler » (« Étrangleur de Brownout » en français).
  - 19 mars : départ de San Francisco pour l'Australie dans un convoi comprenant le RMS Queen Elizabeth.
  - 18 avril : départ de Melbourne pour les États-Unis, transportant du personnel militaire néerlandais qui a évacué Java après leur défaite face à l'armée impériale japonaise. Arrivée le 3 mai à San Francisco.
  - 28 mai : départ de Charleston en Caroline du Sud, et arrêt d'une semaine à Freetown et au Cap pour un court séjour avant de se diriger vers Karachi[12].
  - septembre : arrivée à Karachi[12]. Le Mariposa arrive à New York au début de septembre avec plus de cent pilotes et membres du personnel au sol du groupe des volontaires américains (Flying Tigers) à bord. Ils s'étaient vu refuser le transport vers les États-Unis à bord d'avions de transport à moitié vides par le US Ferry Command[13].
  - 21 décembre : départ de Newport News, en Virginie, sans escorte, avec 5 000 passagers militaires[14].
- 1943 :
  - 3 janvier : ravitaillement de nuit à Rio de Janeiro.
  - 26 janvier : ravitaillement de nuit à Aden.
  - 27 janvier : débarque à l'extérieur de Massawa.
  - 27 février : débarquement à Bombay.
  - 10 avril : arrivée à New York
  - 15 avril : départ de Brooklyn Navy Yard pour Casablanca en transportant des unités médicales militaires et des troupes, dont des aviateurs de la Tuskegee.
  - 24 avril : arrivée à Casablanca
  - mi-novembre : départ du port de Sydney à destination de San Francisco. Durée du voyage : 16 jours. Parmi les passagers se trouve l'éminent pilote néerlandais Ivan Smirnov (romanisé en « Smirnoff »). Pas de convoi.
  - 10 décembre : départ de Los Angeles pour Hobart, avec 4 500 troupes des chemins de fer. Pas d'escorte. Pendant le voyage, les hommes se sont presque mutinés à cause de la mauvaise nourriture[15].
  - 26 décembre : arrivée à Hobart.
- 1944 :
  - début de l'année : arrivée à Bombay.
  - 9 mars : arrivée à Los Angeles.
  - 8 avril : arrivée à Bombay[16].
  - 13 avril : départ de Bombay pour Boston[17].
  - 23 mai : arrivée à Boston
  - printemps : New York vers l'Afrique du Nord
  - 8 août : départ de Boston pour Liverpool. Pas d'escorte[18].
  - 14 août : arrivée à Liverpool.
  - 30 août : départ de Boston pour Liverpool ; Navigue seul.
  - 7 septembre : arrivée à Liverpool.
  - 1er décembre : départ de Boston pour Marseille ; Navigue seul.
  - 10 décembre : arrivée à Marseille.
- 1945 :
  - 8 janvier : départ de Boston pour Marseille
  - 18 janvier : arrivée à Marseille
  - 7 mai : en route vers les États-Unis le jour de la victoire européenne.
  - 17 octobre : départ du Havre pour Boston ramenant des troupes à la maison.
  - 24 octobre : arrivée à Boston.
- 1946
  - Australie/Nouvelle-Zélande en provenance d'Australie[19].
  - 20 février (opération WSA) : départ de Brisbane avec 882 personnes à charge.
  - 11 avril (opération WSA) : départ de Brisbane avec 769 personnes à charge.
  - 31 mai (opération WSA) : départ de Brisbane avec 802 personnes à charge.
  - 11 juillet (opération WSA) : départ de Sydney avec 230 personnes à charge.

## Service avec Home Lines
En 1947, le navire est mis en veille pendant six ans au chantier naval Union Iron Works à Alameda, en Californie. Ses moteurs sont révisés par la Todd San Francisco Division. La Home Lines le rachète et le renomme SS Homeric, le conduisant à Trieste pour le faire réaménager et pouvoir accueillir 1 243 passagers: 147 en première classe et 1 096 en classe touriste. Le tonnage brut du registre passe à 18 563 tjb. La longueur totale augmente jusqu'à 195,5 m. La Home Lines l'exploite à partir du 24 janvier 1955 en tant que liner entre les ports de l'Atlantique nord.
Le 18 août 1956, l'Homeric heurte le flanc du Columbia (en), un navire de la Greek Line (en), dans le brouillard à Québec. À l'époque, l'Homeric était remorqué et le Columbia était amarré à un quai. 6 mètres (20 pi) du côté tribord du Columbia sont endommagés, et certains de ses canots de sauvetage sont écrasés.
En 1964, il remplace le SS Italia pour assurer la liaison de manière régulière entre New York et Nassau, aux Bahamas, bien qu'il soit vite à son tour remplacé par le SS Oceanic. Le SS Homeric est réaffecté à des croisières intra-caraïbes. En 1973, un incendie majeur détruit une grande partie de sa cuisine et de son restaurant et il est mis au rebut en 1974 à Taiwan à côté du SS Nieuw Amsterdam de la Holland America Line. Pendant le processus de démolition du navire, son navire jumeau, l'Ellinis de la Chandris Line (en) (ex-Lurline), subit des dommages importants à ses moteurs lors d'une croisière au Japon; Chandris réussit à acquérir aux démolisseurs de navires l'un des moteurs du Mariposa.